# Ferrocarriles de Villena a Alcoy y Yecla

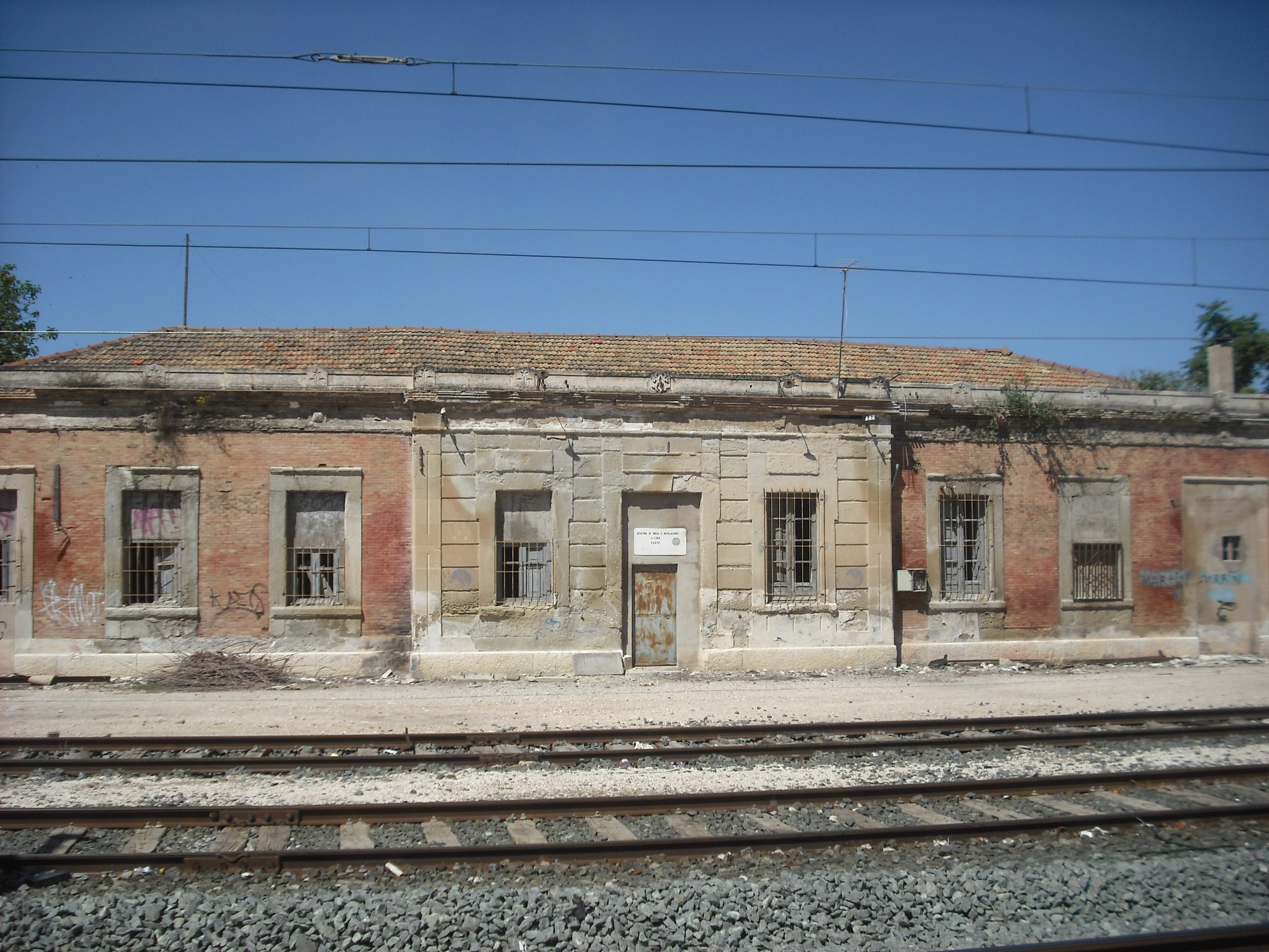
Edificio de la antigua estación VAY de Villena en 2010, situado justo enfrente de la Estación de MZA

Ferrocarriles de Villena a Alcoy y Cieza (más conocida como VAY y popularmente como el Chicharra [el Xitxarra en valenciano]) fue una compañía de ferrocarriles de vía estrecha española que operó entre 1884 y 1969 y que alcanzó a unir Cieza (Murcia) con Gandía (Valencia).

## Historia

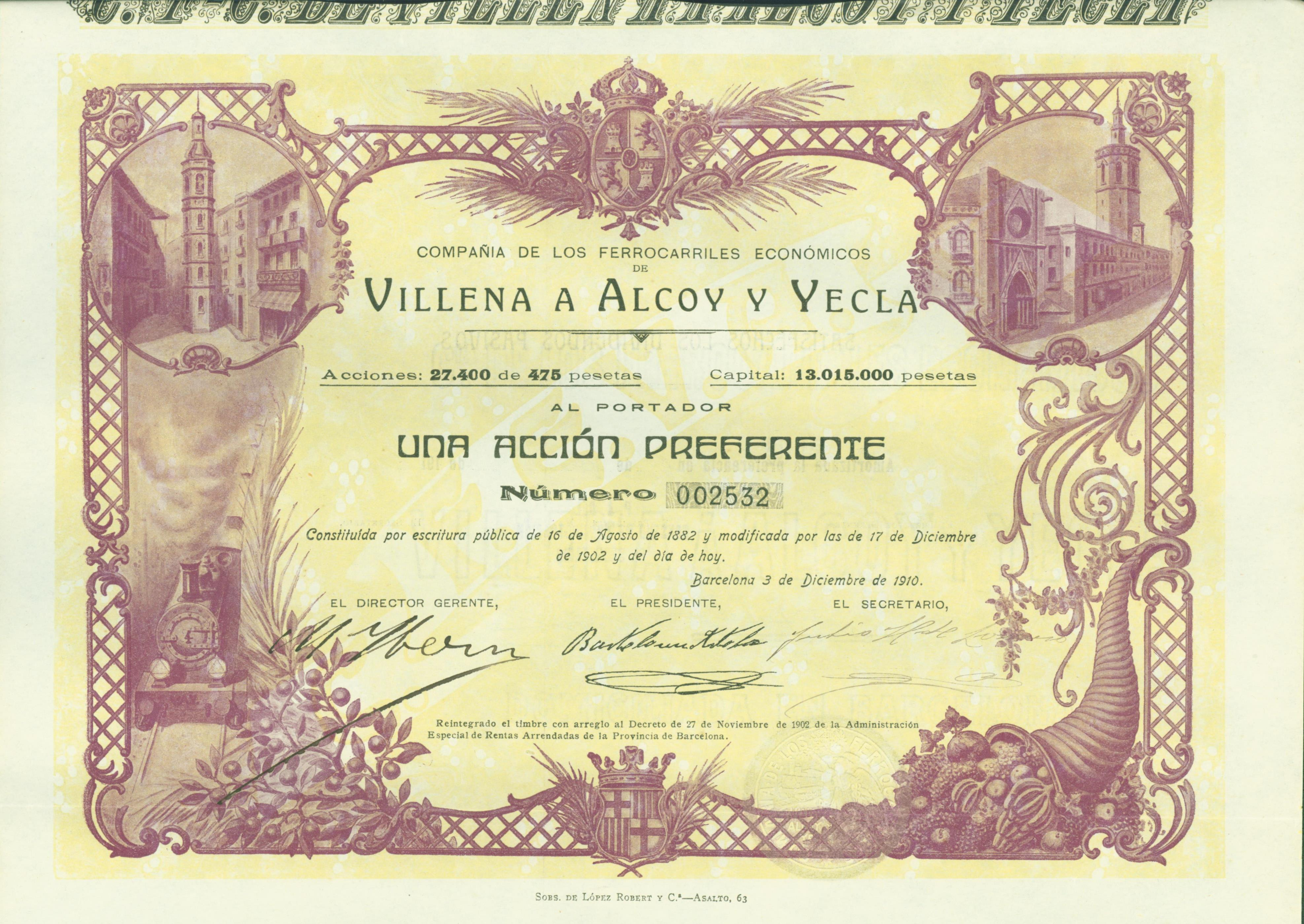
Acción de la Compañía de los Ferrocarriles Económicos de Villena a Alcoy y Yecla de 3 de diciembre de 1910

El primer tramo de la VAY se inauguró, entre Villena y Bañeres, en 1884. La finalidad principal de la línea era exportar vino desde el puerto de Alicante, pero tuvo también un importante tráfico de pasajeros. Según el plan inicial, debía llegar hasta Alcoy pasando por Bañeres, Bocairente, Agres y Muro de Alcoy, pero no llegó a realizarse en su totalidad. Cuando en 1909 se amplió la línea en hasta Muro de Alcoy, se enlazaba allí con el Ferrocarril Alcoy-Gandía (línea en la que operaba con pago de peaje) y el tren se desviaba de Alcoy, a la que nunca llegó sino mediante trasbordo. Por el otro extremo llegaba hasta Yecla y, dado el auge del ferrocarril a partir de los años 20, en 1924 se prolongó la línea hasta Jumilla y Cieza. En 1965 se concedió la línea a la FEVE y el 1 de julio de 1969 (dos meses y medio después del cierre de la línea Alcoy-Gandía) se realizó su último trayecto, debido a las deudas acumuladas que hacían inviable el mantenimiento ya que, con una velocidad media de 14,5 km/h ya no podían competir con el transporte por carretera.

## Características

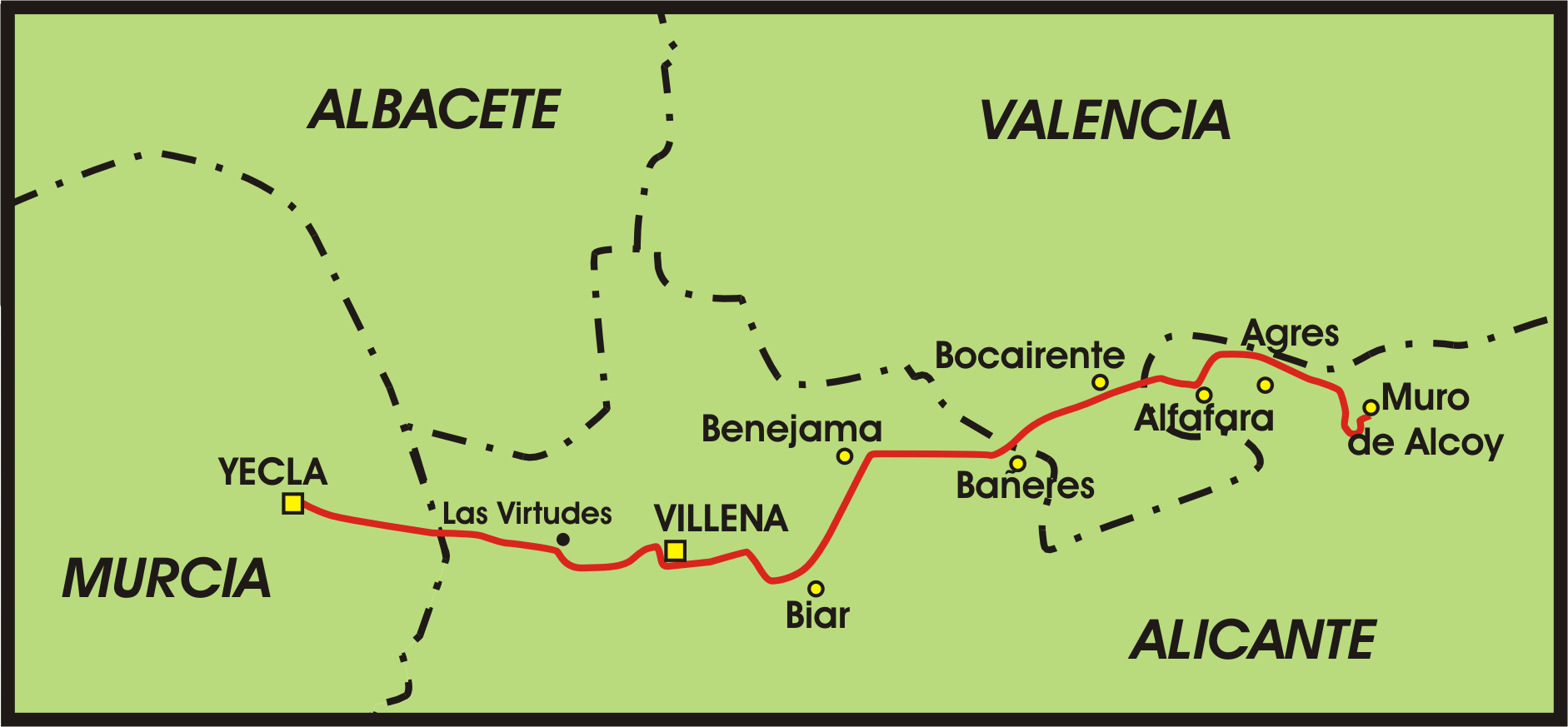
Trayecto de la primera línea de la VAY, entre Yecla y Muro de Alcoy

Se trataba de un ferrocarril modesto y casi autosuficiente. En sus talleres de Villena se construían artesanalmente sus coches y automotores, tanto para pasajeros como para mercancías, según el diseño patentado de Miguel Ybern, entonces director del ferrocarril. Sólo se compraban las locomotoras de vapor. La empresa, que llegó a tener casi 200 empleados, era la número 104 de España en cuanto a activos en 1917. Sus trenes se conocían popularmente como Chicharrra dado su aspecto exterior y el monótono ruido de las máquinas.

## Situación actual
Una vez cerrada la línea, se empezaron a desmontar las vías y la mayor parte de los puentes, sobre todo los metálicos. Sin embargo, a partir de 2002 desde diversas asociaciones se comienza a presionar para la recuperación de este trayecto como sendero. En 2004 se reinstaló el viaducto que salvaba el río Vinalopó entre Villena y Biar y también el puente que lo cruzaba a la altura de Benejama. En 2007 se prolongó el proyecto hasta Muro de Alcoy. En el año 2020 se colocó un puente para salvar la rambla del Judío en Cieza y así se ha recuperado como Vía verde el trayecto entre Cieza y Cocentaina, lo que se denomina Vía Verde del Chicharra. Por tanto, hoy día es transitable, a pie o en bicicleta, gran parte del que fue el antiguo trazado del ferrocarril.